# Crocus boryi
Crocus boryi är en irisväxtart som beskrevs av Jacques Étienne Gay. Crocus boryi ingår i släktet krokusar, och familjen irisväxter. Inga underarter finns listade i Catalogue of Life.